# Paratimia conicola
Paratimia conicola är en skalbaggsart som beskrevs av Fisher 1915. Paratimia conicola ingår i släktet Paratimia och familjen långhorningar. Inga underarter finns listade i Catalogue of Life.